# Доктор Ху (13. сезона)
Тринаеста сезона британске научнофантастичне телевизијске серије Доктор Ху је почела 30. августа 1975. епизодом Терор Зајгонаца (1. део), а завршила се епизодом Семе пропасти (6. део). Ово је друга сезона која приказује Четвртог Доктора кога игра Том Бејкер, са Филипом Хинчклајфом који је продуцент и Роберт Холмс уредник сценарија. Сезона је котирана као омиљена сезона читалаца у броју 413 часописа Доктор Ху.

## Улоге

### Главне
- Том Бејкер као Четврти Доктор
- Елизабет Слејден као Сара Џејн Смит
- Ијан Мартер као Хари Саливен (епизоде 1−4)

Том Бејкер је наставио своју улогу Четвртог Доктора заједно са Саром Џејн Смит (Елизабет Слејден). Хари Саливен, кога је тумачио Ијан Мартер, отишао је након серијала Терор Зајгонаца, али се поново појавио у серијалу Најезда андроида као гост.

### Епизоде
- Николас Кортни као Бригадир Летбриџ-Стјуарт (епизоде 1−4)
- Џон Левен као Наредник Бентон (епизоде 1−4, 14−16)
- Ијан Мартер као Хари Саливен (епизоде 14−16)

Николас Кортни се вратио као бригадир Летбриџ-Стјуарт у серијалу Терор Зајгонаца потшо се претходни пут појавио у серијалу Робот. Џон Левен се последњи пут појављује као наредник Бентон у серијалу Најезда андроида након шест година у улози.

## Епизоде
Терор Зајгонаца је произведен као део продукцијског распореда за 12. сезону, али је задржан за емитовање од краја те сезоне до почетка 13. сезоне да би се поклопио са преласком из нове сезоне почев од почетка календара године до краја лета. Терор Зајгонаца је такође био последњи наступ бригадира све до серијала Модрин бесмртни у 20. сезони. Сезона је узела паузу од две недеље током божићног раздобља 1975. године између емитовања серијала Најезда андроида и Мозак Морбијуса.
| Бр. еп. (укупно) | Бр. еп. (у сезони) | Наслов                       | Редитељ        | Сценариста                  | Премијера           | Гледаност у Британији (милиони) |
| --- | ------------------ | ---------------------------- | -------------- | --------------------------- | ------------------- | ------------------------------- |
| 402 | 1                  | "Терор Зајгонаца (1. део)"   | Даглас Камфилд | Роберт Бенкс Стјуарт        | 30. август 1975.    | 8.40                            |
| Доктор, Сара и Хари се враћају на Земљу као одговор на хитан просторно-временски телеграф бригадира који их тражи да истраже уништење низа нафтних бушотина на Северном мору. |                    |                              |                |                             |                     |                                 |
| 403 | 2                  | "Терор Зајгонаца (2. део)"   | Даглас Камфилд | Роберт Бенкс Стјуарт        | 6. септембар 1975.  | 6.10                            |
| Зајгонац заробљава Доктора и Сару у декомпресијској комори док Харија одводе на подводни брод ванземаљаца. |                    |                              |                |                             |                     |                                 |
| 404 | 3                  | "Терор Зајгонаца (3. део)"   | Даглас Камфилд | Роберт Бенкс Стјуарт        | 13. септембар 1975. | 8.20                            |
| Доктор и бригадир почињу да схватају да су Зајгонци преваранти међу њима док Сара открива тајни тунел до подводног брода. |                    |                              |                |                             |                     |                                 |
| 405 | 4                  | "Терор Зајгонаца (4. део)"   | Даглас Камфилд | Роберт Бенкс Стјуарт        | 20. септембар 1975. | 7.20                            |
| ОЈУН покушава да уђе у траг Зајгонском броду док се Бротон припрема да Скарасен нападне Лондон. |                    |                              |                |                             |                     |                                 |
| 406 | 5                  | "Планета зла (1. део)"       | Дејвид Малони  | Луис Маркс                  | 27. септембар 1975. | 10.40                           |
| Доктор и Сара одговарају на позив у помоћ и налазе се на Зети Минор, последњој планети познатог универзума где је нестала експедиција Морестран. |                    |                              |                |                             |                     |                                 |
| 407 | 6                  | "Планета зла (2. део)"       | Дејвид Малони  | Луис Маркс                  | 4. октобар 1975.    | 9.90                            |
| Доктор схвата да Зета Минор лежи на граници између универзума материје и антиматерије и нешто на планети не дозвољава Морестранцима да оду. |                    |                              |                |                             |                     |                                 |
| 408 | 7                  | "Планета зла (3. део)"       | Дејвид Малони  | Луис Маркс                  | 11. октобар 1975.   | 9.10                            |
| Доктор склапа договор са Звером против материје да врати сву антиматерију на планету, али Соренсон је одлучан да настави своја истраживања. |                    |                              |                |                             |                     |                                 |
| 409 | 8                  | "Планета зла (4. део)"       | Дејвид Малони  | Луис Маркс                  | 18. октобар 1975.   | 10.10                           |
| Доктор покушава да убеди Соренсона да се жртвује за остатак екипе, али Саламаров покушај да се избори са стањем доводи до тога да се њихов проблем умножава. |                    |                              |                |                             |                     |                                 |
| 410 | 9                  | "Пирамиде са Марса (1. део)" | Педи Расел     | Луис Грајфер и Роберт Холмс | 25. октобар 1975.   | 10.50                           |
| Доктор и Сара су скренули са течаја и, уместо у штаб ОЈУН-а, стижу на исто место, само у 1911. |                    |                              |                |                             |                     |                                 |
| 411 | 10                 | "Пирамиде са Марса (2. део)" | Педи Расел     | Луис Грајфер и Роберт Холмс | 1. новембар 1975.   | 11.30                           |
| Доктор, Сара и Лоренс покушавају да пронађу начин да прекину Сатекову везу са мумијама док ловокрадица Ерни Клементс проналази манастир окружен пољем силе. |                    |                              |                |                             |                     |                                 |
| 412 | 11                 | "Пирамиде са Марса (3. део)" | Педи Расел     | Луис Грајфер и Роберт Холмс | 8. новембар 1975.   | 9.40                            |
| Доктор и Сара покушавају да униште Сатекову ракету, али Осиранове умне моћи су превелике за њих. |                    |                              |                |                             |                     |                                 |
| 413 | 12                 | "Пирамиде са Марса (4. део)" | Педи Расел     | Луис Грајфер и Роберт Холмс | 15. новембар 1975.  | 11.70                           |
| Сатек приморава Доктора да превезе Скармана и мумију на Марс где Доктор и Сара покушавају да их спрече да униште Хорусово око. |                    |                              |                |                             |                     |                                 |
| 414 | 13                 | "Најезда андроида (1. део)"  | Бери Летс      | Тери Нејшн                  | 22. новембар 1975.  | 11.90                           |
| Доктор и Сара се враћају на Земљу у садашњост и проналазе необично напуштено село и шуму у којима вребају фигуре у белом. |                    |                              |                |                             |                     |                                 |
| 415 | 14                 | "Најезда андроида (2. део)"  | Бери Летс      | Тери Нејшн                  | 29. новембар 1975.  | 11.30                           |
| Доктор сумња да је Крејфорд донео нешто на Земљу у својој ракети, док се он и Сара налазе да их лови ОЈУН. |                    |                              |                |                             |                     |                                 |
| 416 | 15                 | "Најезда андроида (3. део)"  | Бери Летс      | Тери Нејшн                  | 6. децембар 1975.   | 12.10                           |
| Стигрон је ухватио Доктора и оставио га да умре у уништавању лажног села, али Сара бежи из коморе за дезоријентацију да покуша да га спасе. |                    |                              |                |                             |                     |                                 |
| 417 | 16                 | "Најезда андроида (4. део)"  | Бери Летс      | Тери Нејшн                  | 13. децембар 1975.  | 11.40                           |
| Доктор и Сара стижу до Земље и покушавају да упозоре истраживачки центар о најезди Краала пре него што Стигрон ослободи свој вирус. |                    |                              |                |                             |                     |                                 |
| 418 | 17                 | "Мозак Морбијуса (1. део)"   | Кристофер Бери | Теренс Дикс и Роберт Холмс  | 3. јануар 1976.     | 9.50                            |
| Тардис слеће на гробље свемирских бродова на суморној планети Карн где Доктор и Сара проналазе злог научника по имену Доктор Солон како конструише ново тело за мозак злог Господара Времена познатог као Морбијус за кога је Доктор мислио да га је погубио Високи савет на Галифреју. Морбијус планира да завлада галаксијом са својим новим телом. |                    |                              |                |                             |                     |                                 |
| 419 | 18                 | "Мозак Морбијуса (2. део)"   | Кристофер Бери | Теренс Дикс и Роберт Холмс  | 10. јануар 1976.    | 9.30                            |
| Сестринство се припрема да жртвује Доктора Светом пламену, а Сара је повређена док га је спашавала. |                    |                              |                |                             |                     |                                 |
| 420 | 19                 | "Мозак Морбијуса (3. део)"   | Кристофер Бери | Теренс Дикс и Роберт Холмс  | 17. јануар 1976.    | 10.10                           |
| Доктор покушава да обнови Свети пламен како би доказао своје добре намере Сестринству док се Солон припрема да повеже Морбијусов мозак са његовим телом. |                    |                              |                |                             |                     |                                 |
| 421 | 20                 | "Мозак Морбијуса (4. део)"   | Кристофер Бери | Теренс Дикс и Роберт Холмс  | 24. јануар 1976.    | 10.20                           |
| Морбијус дивља, приморавајући Доктора и Солона да се удруже како би покушали да га врате под контролу. |                    |                              |                |                             |                     |                                 |
| 422 | 21                 | "Семе пропасти (1. део)"     | Даглас Камфилд | Роберт Стјуарт Бенкс        | 31. јануар 1976.    | 11.40                           |
| Чланови Светског еколошког бироа откривају вековима стару махуну за семе закопану дубоко у пермафросту Антарктика. Чини се да је још увек жива и расте без земље. Они шаљу слику у Лондон где је Ричард Данбар са ВЕБ-а дели са Доктором. Опрезни шта би то могло бити, Доктор одмах лети са Саром. Они не знају да је Данбар процурео у бироу и да је откриће пренео богатом фанатику биљака по имену Харисон Чејс. Чејс шаље насилника и стручњака за биљке да потврде откриће и донесу га назад на било који могући начин. Али пре него што је било ко стигао, махуна се излегла, а животни облик налик витицама изнутра се закачио за једног од мушкараца, претварајући га у зелену боју. Као што се Доктор и плашио: имају посла са Криноидом. |                    |                              |                |                             |                     |                                 |
| 423 | 22                 | "Семе пропасти (2. део)"     | Даглас Камфилд | Роберт Стјуарт Бенкс        | 7. фебруар 1976.    | 11.40                           |
| Са убицом Криноида на слободи, Доктор, Сара и последњи преживели члан експедиције концентришу се на лов на њега, не обазирући се на Чејсове људе који, када су сазнали за другу капсулу Криноида (која увек путују кроз свемир у паровима), раде на његовом добијању и елиминисању свих могућих сведока. |                    |                              |                |                             |                     |                                 |
| 424 | 23                 | "Семе пропасти (3. део)"     | Даглас Камфилд | Роберт Стјуарт Бенкс        | 14. фебруар 1976.   | 10.30                           |
| Преживевши два покушаја да окончају своје животе, Доктор и Сара траже идентитет биљног фанатика који је наредио напад на арктичку базу, тражећи свој једини траг - наручено сликање ретког цвета остављеног у пртљажнику кола. Чејс, у међувремену, чини све што може да подстакне излегање криноидне махуне. |                    |                              |                |                             |                     |                                 |
| 425 | 24                 | "Семе пропасти (4. део)"     | Даглас Камфилд | Роберт Стјуарт Бенкс        | 21. фебруар 1976.   | 11.10                           |
| Сара је спасена од судбине Криноида и бежи, али не може се исто рећи за једног од Чејсових људи. Не само да је он истовремено прождиран и преображен, његов очарани послодавац ће учинити све што може да подстакне поступак. Доктор се упознаје са Чејсовом комором за млевење и убрзавање компоста, што му обећава болну, али брзу смрт на путу да га споји са природом преко пумпе за исхрану у врту. Стање је коначно отишло предалеко за Данбара који је напустио своју умешаност у ову ствар и супротставио се Чејсу, али се суочио лицем у лице са потпуно развијеним Криноидом. |                    |                              |                |                             |                     |                                 |
| 426 | 25                 | "Семе пропасти (5. део)"     | Даглас Камфилд | Роберт Стјуарт Бенкс        | 28. фебруар 1976.   | 9.90                            |
| У корист самоодржања, Чејсови људи се придружују Доктору против Криноида, али Криноид - сада већи од Чејс виле - позива Доктора да јој се придружи, обећавајући да ће остале оставити на миру ако то учини. Људи у кругу од једне миље од Чејс имања, међутим, почињу да се даве својим биљкама док Чејс, сликајући Криноида, има значајан сусрет један на један са њим. |                    |                              |                |                             |                     |                                 |
| 427 | 26                 | "Семе пропасти (6. део)"     | Даглас Камфилд | Роберт Стјуарт Бенкс        | 6. март 1976.       | 11.50                           |
| Чејс је очигледно под контролом Криноида. Доктор сумња у поседовање, али док се планински Криноид ближи зрелости и разбија вилу на комаде, он се бави широм сликом и наређује да се вила - са Саром и њим још увек унутра - бомбардује. |                    |                              |                |                             |                     |                                 |

## Емитовање
Цела сезона је емитована од 30. августа 1975. до 6. марта 1976. године.